# سیدی رحال الشاطی
سیدی رحال الشاطی (به فرانسوی: Sidi Rahal Chatai) یک شهرداری در مراکش است که در استان برشید واقع شده‌است. سیدی رحال الشاطی ۲۰٬۶۲۸ نفر جمعیت دارد.